# 李參 (北宋)
李參（1006年—1079年），字清臣，北宋郓州须城（今山东省东平县）人。
李參以恩荫入仕。宋仁宗时，知盐山县。饥荒时，他让富室出粟，平其价卖给百姓，无力购买之人，给以糟籺，救活数万人。历任通判定州、知荆门军及兴元府，有惠政。改任淮南转运使、京西转运使。担任陕西转运使时，他贷钱与民，待谷熟还官，号称青苗钱，是熙宁变法青苗法之先导。召为盐铁副使，出为河北都转运使。嘉祐七年（1062年），拜三司使，改群牧使。宋英宗治平初年历知瀛州，知秦州（治今甘肃省天水市）时，平定药家族叛乱，以其地募置弓箭手。宋神宗时，以尚书右丞致仕。后知永兴军，没有成行去世。为政刚果严深，事至即决，时称能吏。